# Västra Jössefors en Kolbotten
Västra Jössefors en Kolbotten (Zweeds: Västra Jössefors och Kolbotten) is een småort in de gemeente Arvika in het landschap Värmland en de provincie Värmlands län in Zweden. Het småort heeft 93 inwoners (2005) en een oppervlakte van 20 hectare. Eigenlijk bestaat het småort uit twee plaatsen: Västra Jössefors en Kolbotten.